# 线茎薹草
线茎薹草（学名：Carex tsoi）为莎草科薹草属的植物，是中国的特有植物。分布在中国大陆的海南省等地，生长于海拔500米至730米的地区，一般生长在林下潮湿岩石上或河边湿草地，目前尚未由人工引种栽培。